# Adine Mees
Arnoldine Adriana (Adine) Pol-Mees (Rotterdam, 13 maart 1908 – Den Haag, 11 juli 1948) was een Nederlands tekenaar, schilder en graficus.

## Leven en werk
Adine of Adien Mees was een telg uit het geslacht Mees en een dochter van mr. Willem Cornelis Mees (1882-1970) en jkvr. Arnoldine Johanna Elizabeth Berg (1884-1981). Haar vader was onder meer oprichter en directeur van de Rotterdamsche Scheepshypotheekbank N.V. en medeoprichter van de Volksuniversiteit Rotterdam. Mees werd opgeleid aan de Rotterdamse academie en de Academie van Beeldende Kunsten in Den Haag en werkte aan de vrije academies in Parijs. Ze tekende en schilderde en maakte litho's en houtsnedes.
In 1931 trouwde Mees met kunstschilder Willem Jilt Pol (1905-1988), waaruit in 1940 dochter Talitha werd geboren. Zij woonden samen op Bali, in Parijs, Londen en Den Haag. Tijdens de Japanse bezetting van Nederlands-Indië werden ze geïnterneerd in een Jappenkamp. Mees hield er een longziekte aan over, waaraan ze in 1948 overleed.
Zij was het oudere zusje van de psychologe Charlotte Talitha Mees (1913-2008), die getrouwd was met de diplomaat, ambassadeur en schrijver Hendrik Nicolaas Boon (1911-1991).